# 藤剛三郎
藤 剛三郎（ふじ ごうざぶろう、1902年（明治35年）10月21日 - 1994年（平成6年）9月26日）は、実業家である。日本油脂常務取締役の後、ニッサン洗剤工業社長。岡山県高梁市出身。

## 経歴

### 生い立ち
1902年（明治35年）岡山県上房郡津川村（現：高梁市）に生れる。その後、1922年（大正11年）旧制岡山県立高梁中学（現：岡山県立高梁高等学校）卒業を経て、翌年、旧制第六高等学校理科甲類へ進学する。1926年（大正15年）同校を卒業し、東京帝国大学工学部へ進学する。その後、1929年（昭和4年）3月、同大学応用化学科を卒業する。

### 大学卒業後
大学卒業後、帝国火薬工業へ就職し、入社後、愛知県知多郡武豊町にある豊武工場に配属されラッカーの研究及び製造に従事する。1937年（昭和12年）同社が日本油脂と合併する。その後は、ダイナマイト、無煙火薬、ロケット推進剤並びに有機過酸化物の研究製造を担当し、技術課長代理となる。
第二次世界大戦後、社名が日本油脂から日産化学へ変更となり、1947年（昭和22年）6月には、44歳で名古屋工場長（旧豊武工場）となる。1952年（昭和27年）12月、50歳で取締役営業部長となり、1958年（昭和33年）7月、55歳のときに常務取締役となる。その後、火薬部長を経て、1961年（昭和36年）58歳でニッサン洗剤工業社長に就任した。
この他、工業火薬協会が（昭和14年）に設立された際、設立時から所属し、1952年から13年間、同協会の評議員を務めた。その後、貢献があったとして、同協会の永年会員にもなっている。
1994年（平成6年）9月26日、午後5時47分に肺炎のため横浜市の病院で死去。享年91歳。葬儀・告別式は横浜市港北区の大乗寺で行われている。